# السيد ديدز (فلم)
السيد ديدز (بالإنجليزية: Mr. Deeds) فيلم كوميدي أمريكي تم إصداره عام 2002 من إخراج ستيفن بريل و تأليف تيم هيرليهي ، و بطولة آدم ساندلر ، وينونا رايدر.

## ملخص قصة
شاب بسيط لطيف المعشر من إحدى البلدات الصغيرة يرث الملايين من الدولارات، فهل سوف يغيره المال؟

## ميزانية الفيلم
على الرغم من الانتقادات غير مقبولة ، حقق الفيلم نجاحًا ماليًا كبيرًا في شباك التذاكر:
الولايات المتحدة: 453 293 126 دولاراً أمريكياً
دوليا: 449 976 44 دولاراً أمريكياً
الإجمالي العالمي: 171،269،537 دولار أمريكي.

## روابط خارجية
مقالات تستعمل روابط فنية بلا صلة مع ويكي بيانات